# Barcy
Barcy – miejscowość i gmina we Francji, w regionie Île-de-France, w departamencie Sekwana i Marna.
Według danych na rok 1990 gminę zamieszkiwało 200 osób, a gęstość zaludnienia wynosiła 29 osób/km² (wśród 1287 gmin regionu Île-de-France Barcy plasuje się na 992. miejscu pod względem liczby ludności, natomiast pod względem powierzchni na miejscu 558.).